# Gradoli
Gradoli är en ort och kommun i provinsen Viterbo i regionen Lazio i Italien. Kommunen hade 1 323 invånare (2018).